# Liste der Kulturdenkmäler in Urschmitt
In der Liste der Kulturdenkmäler in Urschmitt sind alle Kulturdenkmäler der rheinland-pfälzischen Ortsgemeinde Urschmitt aufgeführt. Grundlage ist die Denkmalliste des Landes Rheinland-Pfalz (Stand: 21. September 2023).

## Einzeldenkmäler
| Bezeichnung                          | Lage                                    | Baujahr                  | Beschreibung | Bild                           |
| ------------------------------------ | --------------------------------------- | ------------------------ | --- | ------------------------------ |
| Katholische Pfarrkirche St. Quirinus | Dorfstraße 3 Lage                       | 1908                     | spätromanischer Turm, zweistufige neugotische Stufenhalle, 1908, Architekten Johann Adam Rüppel, Bonn, und Josef Moritz, Müden | weitere Bilder Fotos hochladen |
| Wohnhaus                             | Dorfstraße 5 Lage                       | 18. Jahrhundert          | Fachwerkhaus, teilweise massiv, abgewalmtes Mansarddach, 18. Jahrhundert                                                       | BW                             |
| Heiligenhäuschen                     | westlich des Ortes an der L 106 Lage    | 18. Jahrhundert          | Heiligenhäuschen; innen Wegekreuz mit Kreuzigungsgruppe und Relief der Kreuzabnahme, Sandstein, 18. Jahrhundert                | BW                             |
| Bildstock                            | südwestlich des Ortes an der L 106 Lage | 19. oder 20. Jahrhundert | Bildstock, neugotische Muttergottes mit Kind, 19. oder 20. Jahrhundert                                                         | BW                             |